# Siliquamomum
Siliquamomum là một chi thực vật có hoa trong họ Zingiberaceae. Nó bao gồm 4 loài, trong đó 3 đặc hữu Việt Nam. Loài còn lại là bản địa miền bắc Việt Nam và tỉnh Vân Nam (Trung Quốc). Loài đầu tiên, Siliquamomum tonkinense, được Henri Ernest Baillon mô tả năm 1895, với  mẫu do Benedict Balansa thu thập tại Ba Vì tháng 11 năm 1887. Trong hơn một thế kỷ người ta coi nó là chi đơn loài, cho đến khi phát hiện thêm 3 loài trong thập niên 2010 tại khu vực Tây Nguyên, Việt Nam.

## Các loài
Tại thời điểm năm 2020 người ta công nhận 4 loài:
- Siliquamomum alcicorne Škorničk. & H.Đ.Trần, 2014[5] - Việt Nam (Kon Tum).
- Siliquamomum oreodoxa N.S.Lý & Škorničk, 2010[6] - Việt Nam (Lâm Đồng).
- Siliquamomum phamhoangii Lưu & H.Đ.Trần, 2017[7] - Việt Nam (Gia Lai).
- Siliquamomum tonkinense Baill., 1895: Sa nhân cải, sa nhân giác - miền bắc Việt Nam, Trung Quốc (đông nam Vân Nam).[5][8]